# ニウアトプタプ空港
ニウアトプタプ空港（ニウアトプタプくうこう、英語: Niuatoputapu Airport、(IATA: NTT, ICAO: NFTP)）は、トンガのニウアトプタプ島にある空港。Tonga Airports Limitedによれば、別名マタアホ空港（Mata’aho Airport）。トンガ政府によれば、別名ラビニア空港（Lavinia Airport）。
2009年に発生したサモア沖地震に伴う津波の影響で一時的に空港閉鎖に追い込まれた。空港の滑走路には泥やゴミが溜まり、供用可能部分はニウアトプタプ島民の救援活動に利用するため、一般の航空機の利用は停止された。
リアル・トンガが国内線を運航しており、ファアモツ国際空港やヴァヴァウ国際空港との間を結んでいる。